# Gösta Lundquist (fotograf)
Gösta Lundquist, född 1905, död 1952, var en svensk fotograf och förlagschef vid Svenska Turistföreningen. Han var en av 1940-talets mer välkända fotografer för sina fotografier av den norrländska fjällvärlden. Åren 1939–1952 var han redaktör för Svenska Turistföreningens Årsbok, där flera av hans fotografier har publicerats. 
Han var far till arkitekt Yngve Lundquist.